# Optimalzoll
Der Optimalzoll bezeichnet in der Außenwirtschaftstheorie einen Zollsatz, welcher für ein relativ großes Land zu Wohlfahrtsgewinnen führt. Die Bedingung für die Existenz eines derartigen meist niedrigen Zollsatzes ist die Möglichkeit des Inlandes den Weltmarktpreis eines Gutes effektiv durch seine Inlandsnachfrage zu beeinflussen, das heißt: Die Nachfragekurve des Auslandes darf nicht völlig elastisch sein. Das betreffende Land muss somit in der Lage sein, die Terms of Trade für ein Gut verändern zu können.

## Wirkungsmechanismus
Sinkt die Nachfrage einer großen Volkswirtschaft nach bestimmten Importen durch das Erheben eines Importzolles, so werden die Weltmarktpreise dieser Güter fallen (Corden 1984). Der Optimalzoll versucht diesen Preiseffekt auszunutzen. Wird die Nachfrage nach einem Importgut durch die Erhebung eines Zollsatzes reduziert (da das Gut im Inland teurer wird), fällt der Weltmarktpreis des Gutes und die terms-of-trade des importierenden Landes verbessern sich. Für eine gegebene Anzahl exportierter Güter kann das Land nun mehr Güter importieren als zuvor.
Durch die Zollwirkung wird einerseits die Inlandsproduktion angekurbelt, da man kostengünstiger produzierende Anbieter durch einen Einfuhrzoll effektiv vom Markt ausschließen kann, wodurch die inländische Produzentenrente ansteigt. Andererseits entstehen Wohlfahrtsverluste in Form einer sinkenden Konsumentenrente durch sinkende Gesamtmenge des gehandelten Gutes.
Durch den Einfluss auf den Weltmarkt und somit auf die handelsentscheidenden Terms of Trade sinkt nun der Weltmarktpreis, da das Inland einen steigenden Anteil aus der Eigenproduktion bezieht und weniger am Weltmarkt nachfragt. Auf den Inlandspreis wird der Zoll aufgeschlagen.
Die Terms of Trade verändern sich, der Weltmarktpreis des Gutes sinkt und ein Teil des Zolleffekts wird dadurch ins Ausland abgewälzt. Die Einnahmen durch die Zollerhebung übersteigen dabei den Nettowohlfahrtsverlust des Inlandes, welcher in Form der Verluste der bei Freihandel erreichten Konsumentenrente entsteht.
Der Wohlfahrtsverlust der gesamten Welt beläuft sich aber immer auf das Harbergerdreieck.

## Einwände
Spieltheoretische Ansätze zeigen, dass sich in einem Spiel mit mehr als einer Periode Reaktionen des Auslandes beobachten lassen, welche die inländischen Wohlfahrtsgewinne wieder zunichtemachen. Das Ausland kann seinerseits Zollbarrieren für andere Güter errichten und somit Wohlfahrtseinbußen für die inländische Volkswirtschaft induzieren.